# 천수의 난
천수의 난(天水之亂)은 삼국시대 와중인 228년 봄 중국 북서부에서 일어난 반란이다. 촉한 승상 제갈량은 위나라의 요충지이자 대도시인 장안성을 공격하려 했고, 그 전초전으로 서량 지방의 3개 군인 남안, 안정, 천수를 취하려 했다. 촉한의 공작에 따라 3개 군의 호족들은 촉에 투항하였고, 이때 투항한 사람들 중에 강유도 있었다.
가정 전투에서 촉군이 패배함에 따라 서량 지방은 다시 위나라의 영토로 귀속되고, 천수의 난도 진압되었다.